# Иноуэ, Дэниел
Дэниел Кен «Дэн» Иноуэ (англ. Daniel Ken "Dan" Inouye; 7 сентября 1924, Гонолулу — 17 декабря 2012, Бетесда) — американский политик. С 3 января 1963 года до самой смерти был сенатором США от штата Гавайи, членом Демократической партии. Занимал должности действующего Председателя Сената США и председателя Комитета Сената по ассигнованиям. Иноуэ бессменно являлся членом Сената США с 1963 года. По длительности пребывания на этом посту уступал только Роберту Бёрду.

## Биография

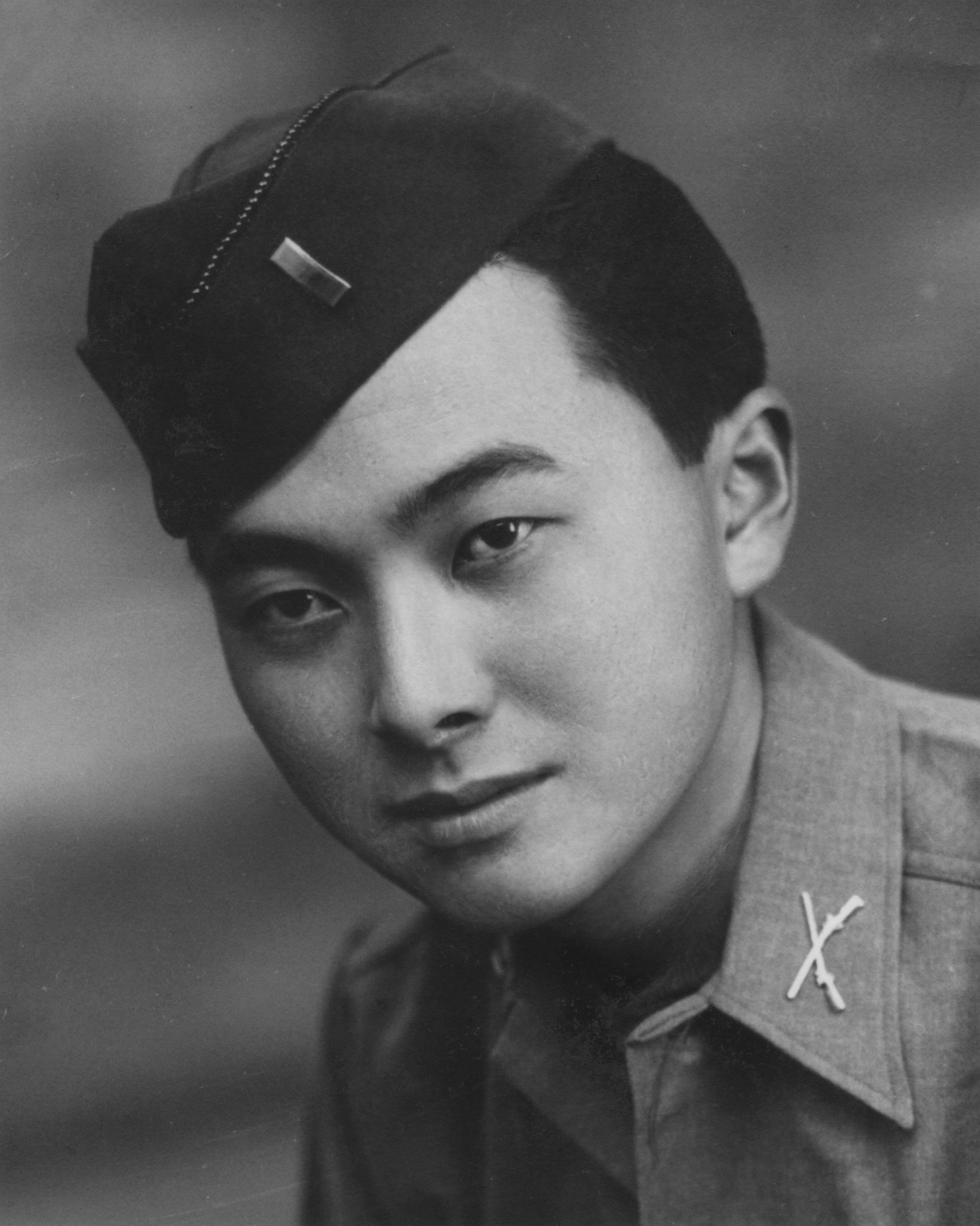
Старший лейтенант Иноуэ

Родился в Гонолулу, в семье американцев японского происхождения. Окончил Университет Гавайев в Маноа, служил в армии США. Принимал участие во Второй Мировой войне, потерял правую руку во время боев в Италии и был удостоен «Медали Почёта» — высшей военной награды США
Начал политическую карьеру в 1959 году избранием на пост члена Палаты представителей США. стал первым американцем японского происхождения, победившим на выборах в Палату представителей Конгресса США. В 1962 году избран в Сенат (вступил в должность в 1963 году). Во время работы в Сенате США Иноуэ, в частности, входил в состав комиссий, занимавшихся расследованием «Уотергейта», из-за которого в начале 1970-х Ричард Никсон лишился кресла президента, а также «Иран-контрас», считающегося самым громким международным скандалом 1980-х. Многие годы являлся членом сенатского комитета по бюджетным ассигнованиям, а в 2008 году возглавил этот комитет. С 2006 по 2008 годы являлся председателем Торгового комитета Сената. Кроме того, возглавлял комитет Сената по делам индейцев и стал почетным членом племени навахо.
На момент смерти являлся старейшим из сенаторов после Фрэнка Лаутенберга.